# Bainbridge (village, New York)
Pour les articles homonymes, voir Bainbridge.
Ne doit pas être confondu avec Bainbridge (New York).
Bainbridge est un village situé dans le comté de Chenango, dans l'État de New York, aux États-Unis. En 2010, il comptait une population de 1 355 habitants, estimée au 1er juillet 2019 à 1 303 habitants.

## Démographie
Lors du recensement de 2010, le village comptait une population de 1 355 habitants. Elle est estimée, en 2019, à 1 303 habitants.